# تلمبة صفايية (حسين أباد)
تلمبة صفاییة (بالفارسية: تلمبه صفاییه) هي قرية تقع في إيران في قسم حسین أباد. يقدر عدد سكانها بـ 358 نسمة .